# Shmuel Winograd
Shmuel Winograd (geb. 4. Januar 1936 in Tel Aviv; gest. 25. März 2019) war ein israelisch-US-amerikanischer Informatiker.

## Werdegang
Winograd studierte Elektrotechnik am Massachusetts Institute of Technology (MIT) mit dem Bachelor- und Masterabschluss 1959. Danach forschte er bis 1961 am MIT als Research Assistant. 1968 wurde er bei Jacob T. Schwartz am Courant Institute of Mathematical Sciences of New York University promoviert. Ab 1961 war er Wissenschaftler bei IBM im Thomas J. Watson Research Center in Yorktown Heights, wo er 1970 bis 1974 und 1980 bis 1994 die Abteilung Mathematik leitete. Er war Gastprofessor an der University of California, Berkeley (1967/68 Mackay Lecturer) und am Technion (wo er permanenter Gastprofessor war).
Er ist bekannt für Beiträge zur Komplexitätstheorie insbesondere für arithmetische Aufgaben wie die Bestimmung von Wurzeln, Auswertung von Polynomen oder Matrix-Multiplikationen. Nach ihm und Don Coppersmith ist der Coppersmith-Winograd Algorithmus benannt, der bis 2010 asymptotisch schnellste bekannte Algorithmus zur Multiplikation quadratischer Matrizen, und er entwickelte auch einen Algorithmus zur Schnellen Fouriertransformation.
Er war Mitglied der National Academy of Sciences (1978), der American Academy of Arts and Sciences (1983) und der American Philosophical Society (1989), Fellow des IEEE (1974) und der Association for Computing Machinery (1994). 1974 erhielt er den W. Wallace McDowell Award der IEEE für grundlegende Arbeiten in der Komplexitätstheorie und Forschungen zu den wissenschaftlichen Grundlagen der Beurteilung der Effizienz von Algorithmen. 1968 erhielt er einen IBM Corporate Outstanding Contributions Award für Arbeiten über Komplexität arithmetischer Operationen. 1972 wurde er IBM Fellow.
1970 war er Invited Speaker auf dem Internationalen Mathematikerkongress in Nizza (On the algebraic complexity of functions).
Er war verheiratet und hatte zwei Kinder.

## Schriften
- Arithmetic complexity of computations, SIAM 1980